# Cavallin
Cavallin är en småländsk släkt känd från 1400-talet, ursprungligen från gården Håldala i Västra Torsås socken i Kronobergs län. Äldsta kända stamfadern för släkterna Cavallius, Cavallin, Kavallin, Cavalli, Hyltén-Cavallius och Cavalli-Björkman var bonden Sven i Huledal, född i slutet av 1400-talet och ägare till Håldala.
Hans två söner Måns och Peder i Håldala gav upphov till två släktgrenar.

## Cavallius
1. Måns sonson, rektorn vid Växjö gymnasium Magnus Olai Cavallius, död 1657, antog i början av sin studietid omkring 1640 namnet Cavallius genom latinisering av fädernegårdens namn Håldala (cava – hål, vallis – dal). Han avled barnlös.
2. En sonson till Peder, fogden Erngisle Olufsson i Mörhult, Västra Torsås socken, köpte 1665 gården Sunnanvik i Skatelövs socken, Kronobergs län, vilken ännu ägs av hans ättlingar. Han var gift med Kristina Jonsdotter och deras söner upptog, efter ovannämnde syssling, namnet Cavallius.

## Cavallius, Cavallin, Kavallin
Erngisles Olufssons äldste son, Olaus Cavallius, 1648–1708, blev professor i Lund och sedan biskop i Växjö. Dennes ende son Samuel, 1692–1774, ryttmästare vid Södra skånska kavalleriregementet, blev 1716, såsom biskopsson och för tapperhet i fält, erbjuden adelskap av Karl XII, vilket han dock avböjde. I enlighet med konungens önskemål ändrade han emellertid sitt efternamn till Cavallin, och från honom härstammar denna släkt.

### Personer med efternamnet Cavallin
- Adolf Fredrik Cavallin (1749–1794), riksdagsman
- Bernt Cavallin (1862–1933),  jurist och genealog
- Bertil Cavallin (1934–2015), författare och översättare
- Caesarius Cavallin (född 1938), präst och klosterledare
- Christian Cavallin (1831–1890), klassisk filolog
- Clemens Cavallin (1867–1942), klassisk filolog
- Erik Gustaf Cavallin (1905–1982), bankman
- Gustaf Cavallin (1862–1940), bankman
- Hans Jacob Cavallin (1774–1841), apotekare
- Lars Cavallin (1940–2017), romersk-katolsk präst och teolog
- Paul Cavallin (1868–1901), lärare och filosof
- Sam Cavallin (1903–1959), klassisk filolog
- Samuel Gustaf Cavallin (1828–1883), präst och teolog
- Samuel Johan Cavallin  (1776–1841), präst
- Severin Cavallin (1820–1886), präst, översättare och psalmdiktare
- Sven Cavallin (1898–1965), bankman
- Thor Cavallin (1906–2000), militär och präst

## Cavallius, Cavalli-Björkman, Cavalli, Hyltén-Cavallius
Biskopen Olaus Cavallius brorson, kaptenen Johan Cavallius, 1695-1754, blev stamfader för den släkt som behöll namnet Cavallius samt för de därifrån utgrenade släkterna Cavalli och Hyltén-Cavallius. 
Från Johan Cavallius son, majoren Carl Fredrik Cavallius, 1734-1776, härstammar den nu levande släkten Cavallius och på kvinnolinjen, genom sondottern Maria Margareta, gift med handlaren Magnus Björkman i Strömstad, även släkten Cavalli-Björkman. 
Carl Fredrik Cavallius yngre bror, kaptenen Gustav Adolf Cavallius 1739-1802, anlade Gustafsfors bruk i Pjätteryds socken, Kronobergs län. Hans äldste son, majoren Lars Johan Cavalli, 1779-1844, antog släktnamnet Cavalli och blev stamfader för den nu levande släkten med detta namn. Även två yngre bröder, Julius och Gustaf Adolf, skrev sig Cavalli.

### Ättlingar, Cavalli
- Gustaf Cavalli (1849-1926) apotekare och samlare
- Hans Cavalli (1892–1980) journalist
- Henrik Cavalli (1852-1918) ämbetsman och politiker
- Gustaf Cavalli (1854–1928), militär
- Erik Cavalli (1895–1985), militär
- Evert Cavalli (1896–1973), militär

En fjärde bror, prosten Carl Fredrik Cavallius, behöll namnet Cavallius. Han var gift med Anna Elisabeth Hyltenius och hans barn kallade sig Hyltén-Cavallius till erinran om sin mors släktnamn, som dog ut med henne.

### Ättlingar, Hyltén-Cavallius
- Carl Hyltén-Cavallius (matematiker) (1924–1977), matematiker
- Carl Hyltén-Cavallius (militär) (1851–1931), militär och vapentekniker
- Carl Erengisle Hyltén-Cavallius (1817–1853), apotekare och kemist
- Carl Fredrik Hyltén-Cavallius (1853–1930), överste
- Gunnar Olof Hyltén-Cavallius (1818–1889), diplomat och etnolog
- Gustaf Erik Hyltén-Cavallius (1815–1888), sjöofficer, delvis i preussisk tjänst
- Gösta Hyltén-Cavallius (1860–1949), militär
- Gösta Hyltén-Cavallius (1889–1975), växtförädlingsledare
- Ragnar Hyltén-Cavallius (1885–1970) regissör, skådespelare och manusförfattare